# 2012年拉穆暴力事件
2012年拉穆暴力事件，是指2012年9月29日孟加拉國科克斯巴扎爾縣拉穆地區一系列的攻擊佛教和印度教寺院的宗教暴力活動。
估計有25,000名伊斯蘭教徒參加直指佛教徒和印度教徒的暴力（起因據稱是當地佛教徒冒瀆古蘭經）。

## 調查
9月30日，由吉大港專員组成官方調查委員會。

## 反應
緬甸，印度，斯里蘭卡和泰國佛教僧侶團體證明在孟加拉國存在反佛教暴力。在科倫坡一些譴責這些襲擊事件的請願書被送到孟加拉國大使館。
10月6日，孟加拉國總理謝赫·哈西娜譴責反佛的暴力，說她相信這是有預謀的，並敦促克制處理問題。
10月8日，總理本人走訪了受災地區，並譴責這一事件，同時承諾適當的正義。